# شمشيرة
قرية شمشيرة هي إحدى القرى التابعة لمركز فوه في محافظة كفر الشيخ في جمهورية مصر العربية. حسب إحصاءات سنة 2006، بلغ إجمالي السكان في شمشيرة 5078 نسمة، منهم 2431 رجل و2647 امرأة.